# Rendez-vous (národní přírodní památka)
Rendez-vous je národní přírodní památka východně od obce Valtice v okrese Břeclav. Oblast spravuje Správa CHKO Pálava. Důvodem ochrany jsou lesní porosty panonských teplomilných doubrav na kyselých píscích a panonských dubohabřin s početnou populací dubu ceru (Quercus cerris), krátkostébelné louky s acidofilními suchými trávníky a vegetací efemér a sukulentů, mělký rybník s makrofytní vegetací mělkých stojatých vod, vzácné a ohrožené druhy rostlin, hub a živočichů včetně jejich biotopů. Od roku 2005 je rezervace zahrnuta do sítě chráněných území Natura 2000 jako evropsky významná lokalita.

## Geologie
Podloží NPP je tvořeno převážně štěrkovými sedimenty vídeňské pánve, lokálně jsou překryty mladšími písčitými sedimenty.

## Flóra
Předmětem ochrany je svízelka piemontská (Cruciata pedemontana). V bylinném patru rostou dále strdivka jednokvětá (Melica uniflora), ostřice křivoklasá (Carex curvata) a doubravní (Carex fritschii), kosatec pestrý (Iris versicolor), sveřep Benekenův (Bromus benekenii) nebo dymnivka nízká (Corydalis pumila).

## Mykoflóra

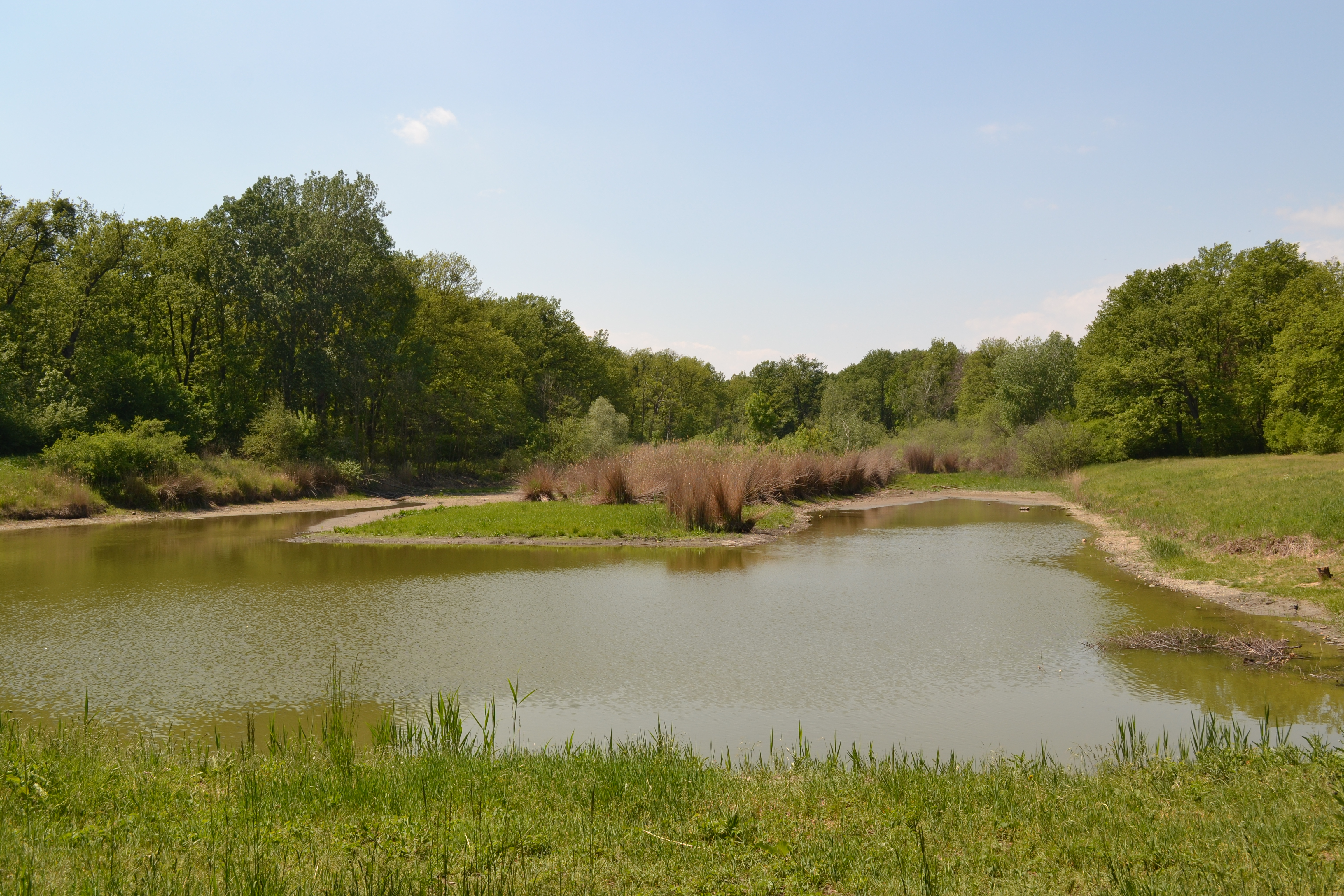
rybník Rendez-Vous

Rezervace je jediným známým místem v České republice, kde se vyskytuje dřevožijná houba rezavec Andersonův (Inonotus andersonii). Z dalších vzácných druhů zde rostou běločechratka podivná (Leucopaxillus paradoxus), dubovnice střevovitá (Pachykytospora tuberculosa), ďubkatec borový (Onnia triquetra), korálovec ježatý (Hericium erinaceus), kržatka ježatá (Phaeomarasmius erinaceus), kukmák bělovlnný (Volvariella bombycina), lesklokorka pryskyřičnatá (Ganoderma resinaceum), lesklokorka tmavá (Ganoderma adspersum), líha jilmová (Hypsizygus ulmarius), liškovec spáleništní (Faerberia carbonaria), ohňovec hrbolatý (Fuscoporia torulosa), ohňovec tečkovaný (Fomitiporia punctata), pevník polokloboukatý (Xylobolus subpileatus), plstnatec bukový (Sarcodontia delectans), plstnatec jižní (Spongipellis litschaueri), pórnovitka drobnopórá (Kneiffiella flavipora), pstřeňovec dubový (Piptoporus quercinus), rezavec datlí (Inonotus nidus-pici), rezavec šikmý (Inonotus obliquus), rezavec dubomilný (Inocutis dryophila), rezavec dubový (Pseudoinonotus dryadeus), slzečník síťnatý (Bolbitius reticulatus), strmělka dřevní (Ossicaulis lignatilis) a šindelovník severský (Climacodon septentrionalis).

## Fauna

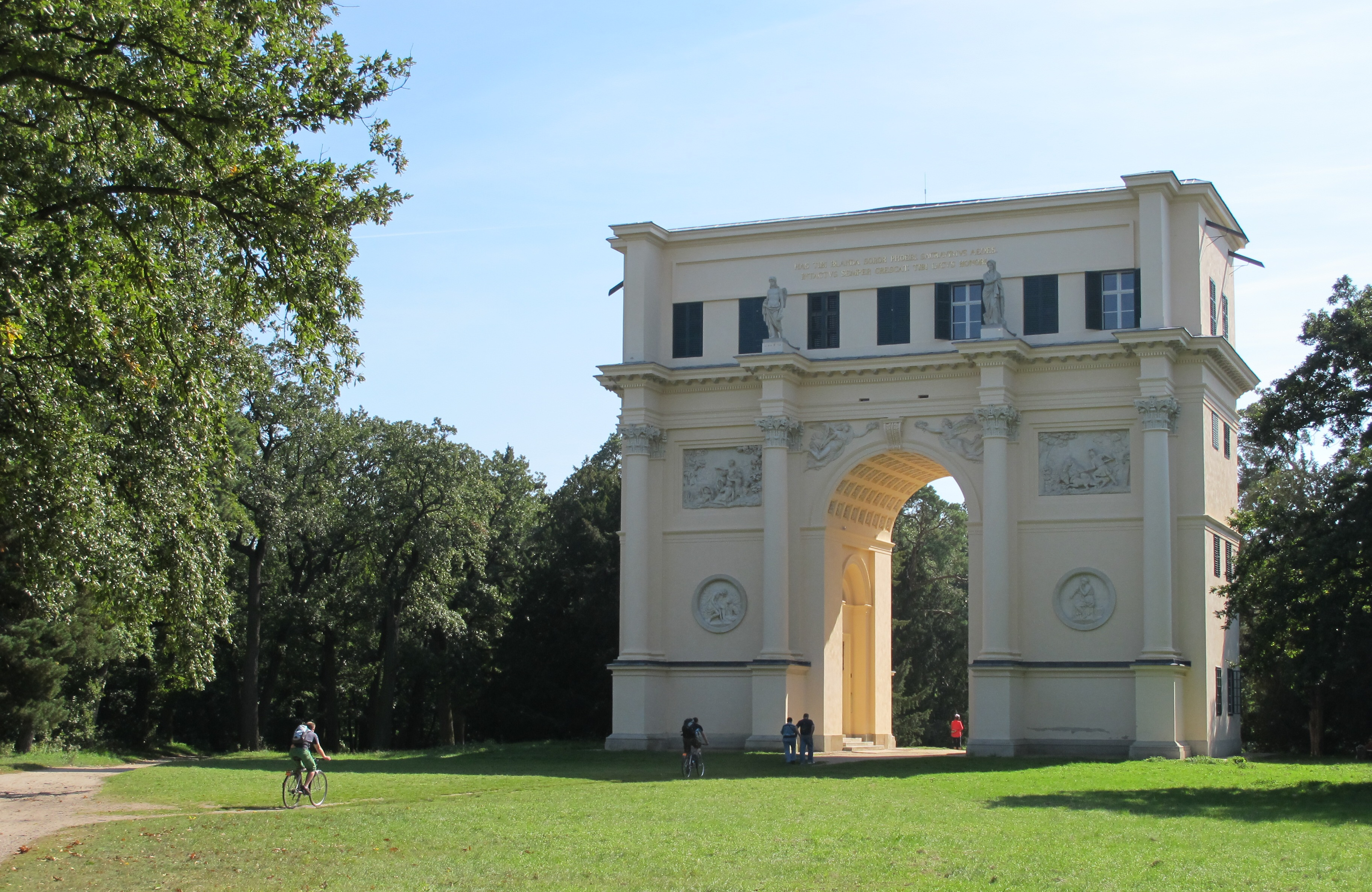
Dianin chrám v NPP Rendezvous

K předmětu ochrany patří někteří brouci, jejichž larvy se vyvíjejí v dutinách a dřevu starých dubů – páchník hnědý (Osmoderma eremita s.l.), tesařík obrovský (Cerambyx cerdo) a roháč obecný (Lucanus cervus). Z dalších zástupců hmyzu zde vyskytuje mravenec lužní (Liometopum microcephalum). V jižní části chráněného území je menší rybníček, kde rostou vodní rostliny a žijí někteří obojživelníci, například kuňka obecná (Bombina bombina), skokan ostronosý (Rana arvalis) a čolek dunajský (Triturus dobrogicus).